# ヴィンチェンツォ・ブオナッシージ
ヴィンチェンツォ・ブオナッシージ(イタリア語:Vincenzo Buonassisi、1918年1月7日 - 2004年1月25日)は、イタリアのジャーナリスト、作家。

## 経歴
アブルッツォ州で生まれ、6歳の時に家族と一緒にローマに行き、20歳の時に法律を学んだ。第二次世界大戦では、アフリカで戦闘員となり、その後、捕虜となった。
ジャーナリストとして『コリエーレ・デラ・セラ』紙に採用され、当初はオペラ音楽を扱い、マリア・カラスやヘルベルト・フォン・カラヤンなどの大物と親しくなった。その後、テレビや衣装の評論家として活躍した。テレビでは、マリオ・チェルヴィやマイク・ボンジョルノなどのパーソナリティと共演し、「アルマナック・デル・ジョルノ・ドーポ」の料理とワインのコラムの顔として活躍した。また、ガストロノミーやイタリア料理に関する多数の書籍を出版し、その著作の一部は翻訳され、日本でも発売された。2000年には同僚のアンナ・ペセンティと結婚した。2004年にミラノにて、亡くなる1週間ほど前に罹患した気管支炎のため86歳で死去。マッジョーレ墓地に埋葬された。

## おもな作品
- Il musicista, il cantante, Firenze, Vallecchi, 1960年
- Il mangiautore, Milano, Edizioni Bietti, 1968年
- Un uomo e una donna in Israele, Milano, Piemme, 1969年
- Piccolo codice della pasta, Milano, Rizzoli, 1977年
- Il libro della pizza, Milano Fratelli Fabbri, 1982年 ISBN 8845027929
- ...e io li ammazzo tutti, Milano, Vallardi, 1983年 ISBN 9788811923923
- Il gusto dell'estate, Milano, Rizzoli, 1987年
- Il nuovo codice della pasta, Milano, Rizzoli, 1991年 ISBN 88-17-11038-8
- Volti della mia vita: Cinquant'anni di storie quasi segrete, Cavallermaggiore, Gribaudo, 1992年
- La cucina degli italiani: 2500 ricette , Milano, Idea libri,  1992年 ISBN 88-7082-126-9
- Polpette & pallottole, Milano, Mursia,  1999年 ISBN 9788879341257
- Single in cucina, Milano, Viennepierre,  2003年 ISBN 8886414943